# Selce, Kruševo
Selce (makedonska: Селце) är en ort i Nordmakedonien. Den ligger i kommunen Kruševo, i den centrala delen av landet, 70 kilometer söder om huvudstaden Skopje. Selce ligger 905 meter över havet och antalet invånare är 131.